# هارکوا (آریزونا)
هارکوا (به انگلیسی: Harqua) یک منطقهٔ مسکونی در ایالات متحده آمریکا است که در آریزونا واقع شده‌است. هارکوا ۳۳۱ متر بالاتر از سطح دریا واقع شده‌است.